# The Journey Continues
A The Journey Continues az ausztráliai Tommy Emmanuel gitáros hatodik nagylemeze, amely 1993-ban jelent meg dupla CD-n. Tartalmazza az eredeti ausztráliai The Journey-t, plusz kilenc további dalt.

## Számlista
Az összes szám szerzője Tommy Emmanuel. 
| #   | Cím                        | Hossz |
| --- | -------------------------- | ----- |
| 1.  | Tailin' The Invisible Man  |       |
| 2.  | Big Brother                |       |
| 3.  | Somethin's Goin' On        |       |
| 4.  | Hellos & Goodbyes          |       |
| 5.  | The Journey                |       |
| 6.  | If Your Heart Tells You To |       |
| 7.  | Like Family                |       |
| 8.  | Don't Hold Me Back         |       |
| 9.  | Villa Anita                |       |
| 10. | White Picket Fences        |       |
| 11. | The Big Swell              |       |
| 12. | Amy                        |       |

### További számok
Az összes szám szerzője Tommy Emmanuel. 
| #  | Cím                      | Szerző(k)                  | Hossz |
| -- | ------------------------ | -------------------------- | ----- |
| 1. | Don't Argue              |                            |       |
| 2. | Since We Met             |                            |       |
| 3. | The Hunt                 |                            |       |
| 4. | Michelle                 | John Lennon/Paul McCartney |       |
| 5. | Day Tripper/Lady Madonna | John Lennon/Paul McCartney |       |
| 6. | Fear of Rain             |                            |       |
| 7. | Keep It Simple           |                            |       |
| 8. | Sunset                   |                            |       |
| 9. | Southern Summers         |                            |       |

## Közreműködők
- Tommy Emmanuel - gitár, basszusgitár, ütőhangszerek
- Chet Atkins - gitár
- Jerry Goodman - hegedű
- Abraham Laboriel - basszusgitár
- Doanne Perry - dob
- Rick Neigher - billentyűs hangszerek
- Kevin Savigar - musette
- Carlos Vega - dob
- Joe Walsh - gitár, slide gitár

## Külső hivatkozások
- Hivatalos oldal (angolul)